# 수요일의 캄파넬라
수요일의 캄파넬라(水曜日のカンパネラ)는 일본의 J-POP 및 힙합 그룹이다.

## 구성원
- 코무아이(コムアイ) - (전)보컬
- 우타하(詩羽) - (현)보컬
- 켄모치 히데후미(ケンモチヒデフミ) - 작곡 및 편곡
- Dir.F.(ディレクター・エフ) - 감독 및 매니저

## 내력
아는 영상 작가의 홈파티에 있던 코무아이를 Dir.F가 "노래하지 않겠냐"고 권했던 것이 계기가 되어 결성되었다.
2012년부터 유튜브에서 작품 발표를 시작하였다.

## 음반

### 기간한정 DEMO
- 수요일의 캄파넬라 demo (2012년 11월 10일 ~ 2013년 5월 5일)
- 수요일의 캄파넬라 demo2 (2013년 5월 18일 ~ 2013년 7월 16일)
- 수요일의 캄파넬라 demo3 (2013년 8월 14일)
- 수요일의 캄파넬라 demo4 (2014년 2월 12일)
- 수요일의 캄파넬라 demo5 (2014년 9월 3일)
- 수요일의 캄파넬라 demo6 (2015년 4월 15일)
- 수요일의 캄파넬라 demo7 (2015년 9월 9일)